# James P. Bacon
James Patterson Bacon, Jr. (* 22. August 1939 in Pittsburgh, Pennsylvania; † 4. April 1986 in San Diego, Kalifornien), häufig als James P. Bacon zitiert, war ein US-amerikanischer Herpetologe und Ökologe. Er war Reptilienkurator sowie Manager des San Diego Zoo und galt als Experte für südostasiatische Frösche und Eidechsen.

## Leben
Bacon wurde als Sohn von James Patterson Bacon, Sr. und seiner Frau Olyve Maureen Bacon, geborene Burnside, in Pittsburgh, Pennsylvania, geboren, wuchs jedoch im nordwestlichen Indiana in der Nähe des Ufers des Michigansees, östlich von Gary, auf. 1951 wurde im Alter von 11 Jahren sein Interesse an der Herpetologie in einem Sommerlager der Pfadfinder geweckt, als er begann, Reptilien- und Amphibienexemplare zu sammeln. In den Sommern 1959 und 1960 arbeitete er als Freiwilliger am Field Museum of Natural History in Chicago, wo er Robert F. Inger in der Abteilung für Reptilien und Amphibien assistierte. Nach seinem Highschool-Abschluss in Portage, Indiana, im Jahr 1957, besuchte er Carleton, ein Elite-College in Minnesota, wo er 1961 den Bachelor of Science erwarb. Anschließend studierte er Fischökologie an der Michigan State University, wo er 1962 mit der Arbeit Translocation of radiophosphorus in a stream by bacteria and inorganic ions Translocation of radiophosphorus in a stream by bacteria and inorganic ions zum Master of Science graduierte. Im selben Jahr heiratete er  Betty Rae Paske. Aus dieser Ehe gingen zwei Töchter hervor. 1967 nahm er eine Stelle als Assistant Professor für Biowissenschaften an der California Polytechnic State University in San Luis Obispo an. 1970 wurde er unter der Leitung von Inger mit der Dissertation Local and latitudinal variations in reptile and amphibian community structure in East Asia an der University of Chicago zum Ph.D. promoviert.
1975 vollzog Bacon einen grundlegenden Wechsel in seiner beruflichen Laufbahn, um sich intensiver mit lebenden Tieren zu beschäftigen. Er übernahm die Position eines Kurators für Reptilien und Amphibien bei der Zoological Society of San Diego, die den Zoo in San Diego betreibt. Diese Kuratorenstelle war zuvor von renommierten Herpetologen wie Laurence M. Klauber (in beratender Funktion), Clarence Basil Perkins und Charles Shaw bekleidet worden. Im Gegensatz zu seinen Vorgängern verfügte Bacon jedoch über eine fortgeschrittene akademische Ausbildung und zeigte ein ausgeprägtes Interesse am Artenschutz, was sich in seiner zoologischen Arbeit widerspiegelte. Innerhalb kürzester Zeit etablierte er sich als eine der zentralen Führungspersönlichkeiten des Zoos und besuchte Managementkurse an einer örtlichen Universität sowie bei der nationalen Zooorganisation.
Im Januar 1986 wurde Bacon zum Generalmanager des Zoos ernannt, wodurch er die Funktion des stellvertretenden Direktors übernahm, der für das tägliche Management verantwortlich war. Am 4. April 1986 verstarb er unerwartet in seinem Wohnsitz in San Diego nach einem Herzinfarkt, den er nach einem morgendlichen Lauf erlitt. Trotz der kurzen Dauer seiner Amtszeit im Zoo hinterließ Bacon einen signifikanten Einfluss auf dessen Programme. Er initiierte die Ausbildung von Fachleuten, die die zukünftige Leitung des Zoos übernahmen, und förderte ein starkes institutionelles Engagement für den Erhalt bedrohter Arten.
Bacon war in mehreren nationalen herpetologischen Gesellschaften aktiv, wo er als Vorstandsmitglied oder Redakteur tätig war. Darüber hinaus engagierte er sich bei verschiedenen Regierungsbehörden auf Stadt-, Landes- und bundesstaatlicher Ebene, um die Durchsetzung von Gesetzen zum Schutz gefährdeter Arten zu fördern. Seine Forschungsaktivitäten umfassten die Zusammenarbeit mit Universitätsfakultäten. Aufgrund seiner hohen Bekanntheit im Zusammenhang mit dem Zoo wurde Bacon häufig als Gastredner an örtlichen Hochschulen eingeladen und trat in nationalen Fernsehsendungen, darunter The Tonight Show with Johnny Carson, sowie im National Public Radio auf.
Bacon verfasste zwischen 1966 und 1985 eine Vielzahl von Fachartikeln über Amphibien und Reptilien (insgesamt 21 Titel) sowie populärwissenschaftliche Beiträge in Zoonooz, dem Magazin des San Diego Zoos, und anderen Publikationen. Seine frühesten wissenschaftlichen Arbeiten, die teilweise auf eigenen Feldforschungen in Südostasien basierten, konzentrierten sich auf die Ökologie und Systematik von Lebensgemeinschaften. Diese Forschungen führten zu seiner Doktorarbeit, die sich mit lokalen und räumlichen Variationen an Breitengraden in der Gemeinschaftsstruktur von Reptilien und Amphibien beschäftigte.
Bacon untersuchte die Systematik der Skinke von Borneo und den Philippinen und beschrieb die beiden neuen Arten Sphenomorphus maculicollus Bacon, 1967 sowie Tropidophorus davaoensis Bacon, 1980. Darüber hinaus veröffentlichte er Arbeiten zur Fortpflanzung und Gelegegröße von sechs Arten von Regenwaldfröschen in Sarawak, Malaysia. Nach seinem Wechsel zum San Diego Zoo im Jahr 1975 verlagerte sich sein Forschungsschwerpunkt auf Naturschutz, Fortpflanzungsbiologie sowie Management- und Ausstellungstechniken für Tiere, insbesondere für Riesenschildkröten und Komodowarane. In diesem Kontext publizierte er auch Beiträge zur Reptilienmedizin, die unter anderem die Anwendung von Strahlentherapie bei bösartigen Lymphomen und Untersuchungen zu Augenkrankheiten bei Schlangen umfassten. Zu seinen letzten Forschungsarbeiten zählten Studien zur chemosensorischen Suche bei Vipern (1982) und Nattern (1985), die er in Zusammenarbeit mit mehreren akademischen Psychologen, darunter David Chiszar von der University of Colorado, durchführte.
Bacon war Mitglied der American Society of Ichthyologists and Herpetologists (ASIH), wo er 1977 zum Vorsitzenden gewählt wurde, der Association of Zoos & Aquariums (AZA), der Herpetologists’ League sowie der Society for the Study of Amphibians and Reptiles (SSAR).

## Dedikationsnamen
2003 beschrieben die Herpetologen Hidetoshi Ōta, Tsutomu Hikida und Awal Riyanto die Skinkart Tropidophorus baconi zu Ehren von Bacon.